# هيويل ديفيز (لاعب دوري الرغبي)
هيويل ديفيز (بالإنجليزية: Hywel Davies)‏ هو لاعب دوري الرغبي بريطاني، ولد في 19 ديسمبر 1981 في بريدجند ‏ في المملكة المتحدة.